# Hodsager Sogn
Hodsager Sogn er et sogn i Herning Nordre Provsti (Viborg Stift).
I 1800-tallet var Hodsager Sogn fra Ginding Herred anneks til Aulum Sogn fra Hammerum Herred. Begge herreder lå i Ringkøbing Amt. De to sogne dannede Aulum-Hodsager sognekommune. Den blev ved kommunalreformen i 1970 kernen i Aulum-Haderup Kommune, der ved strukturreformen i 2007 indgik i Herning Kommune.
I Hodsager Sogn ligger Hodsager Kirke.
I sognet findes følgende autoriserede stednavne:
- Brogård Mose (areal)
- Damgård (bebyggelse)
- Gammel Hodsager (bebyggelse, ejerlav)
- Halkær Huse (bebyggelse)
- Hodsager (bebyggelse)
- Hodsager Kirkeby (bebyggelse)
- Hodsager Plantage (areal)
- Nørreholm (bebyggelse)
- Ommosegård (bebyggelse, ejerlav)
- Yllebjerg (areal, bebyggelse, ejerlav)
- Yllebjerg Mose (areal)